# Cyerce
Genre
Cyerce est un genre de limaces de mer sacoglosses de la famille des Caliphyllidae.

## Liste des espèces
Selon World Register of Marine Species (22 mars 2015) :
- Cyerce antillensis Engel, 1927
- Cyerce bourbonica Yonow, 2012
- Cyerce cristallina (Trinchese, 1881)
- Cyerce edmundsi T. E. Thompson, 1977
- Cyerce elegans Bergh, 1870
- Cyerce graeca Thompson T., 1988
- Cyerce kikutarobabai Hamatani, 1976
- Cyerce nigra Bergh, 1871
- Cyerce nigricans (Pease, 1866)
- Cyerce orteai Valdés & Camacho-Garcia, 2000
- Cyerce pavonina Bergh, 1888
- Cyerce verdensis Ortea & Templado, 1990

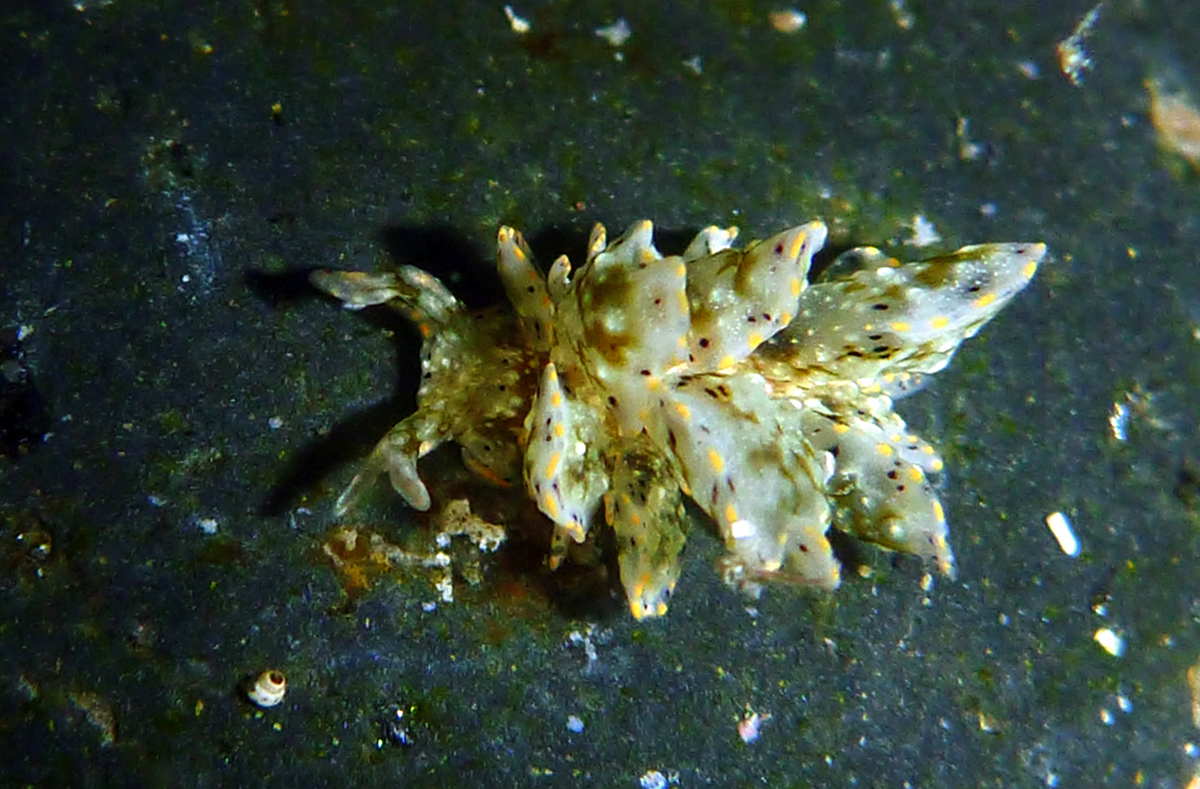
Cyerce bourbonica.
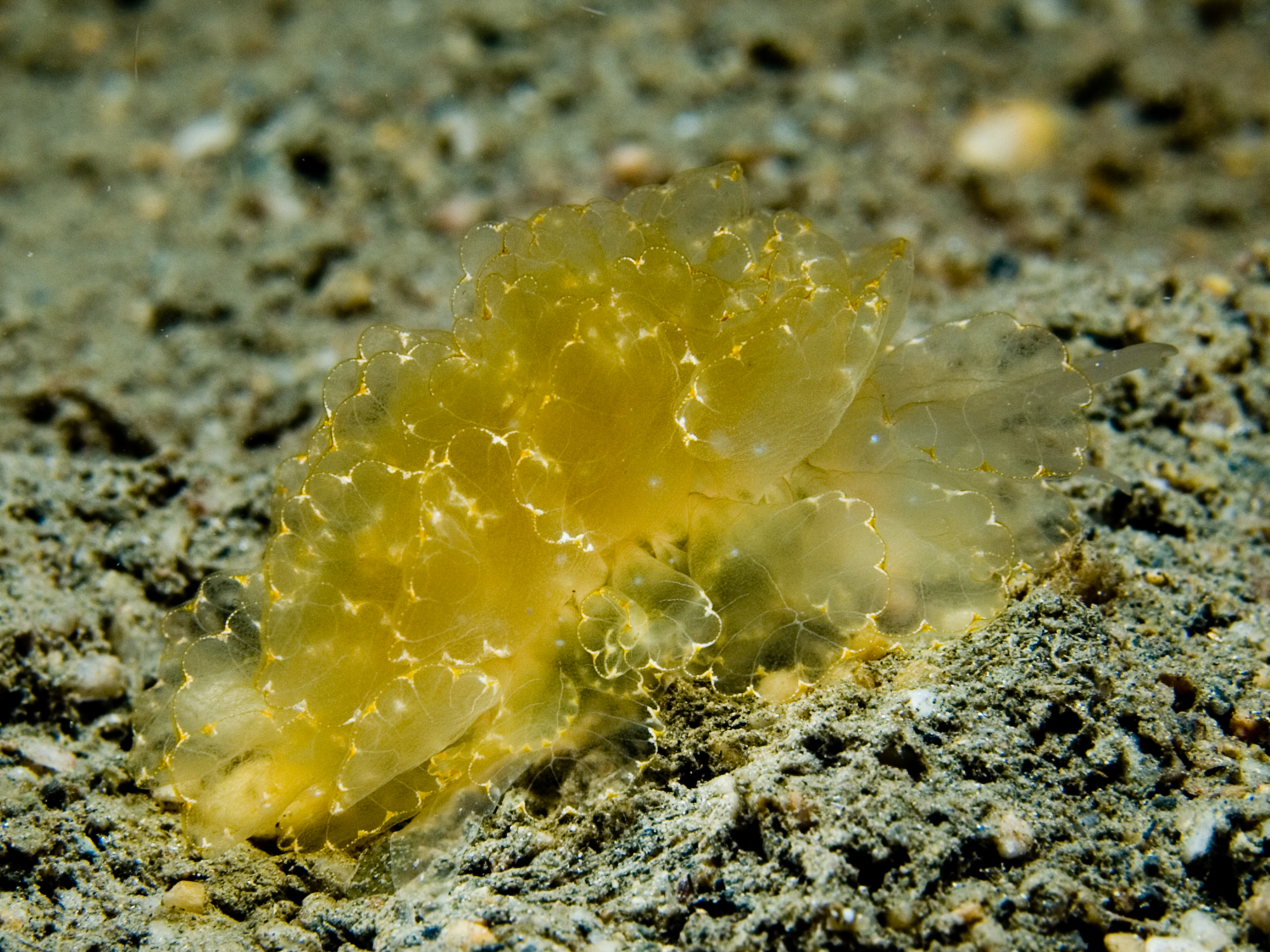
Cyerce elegans.
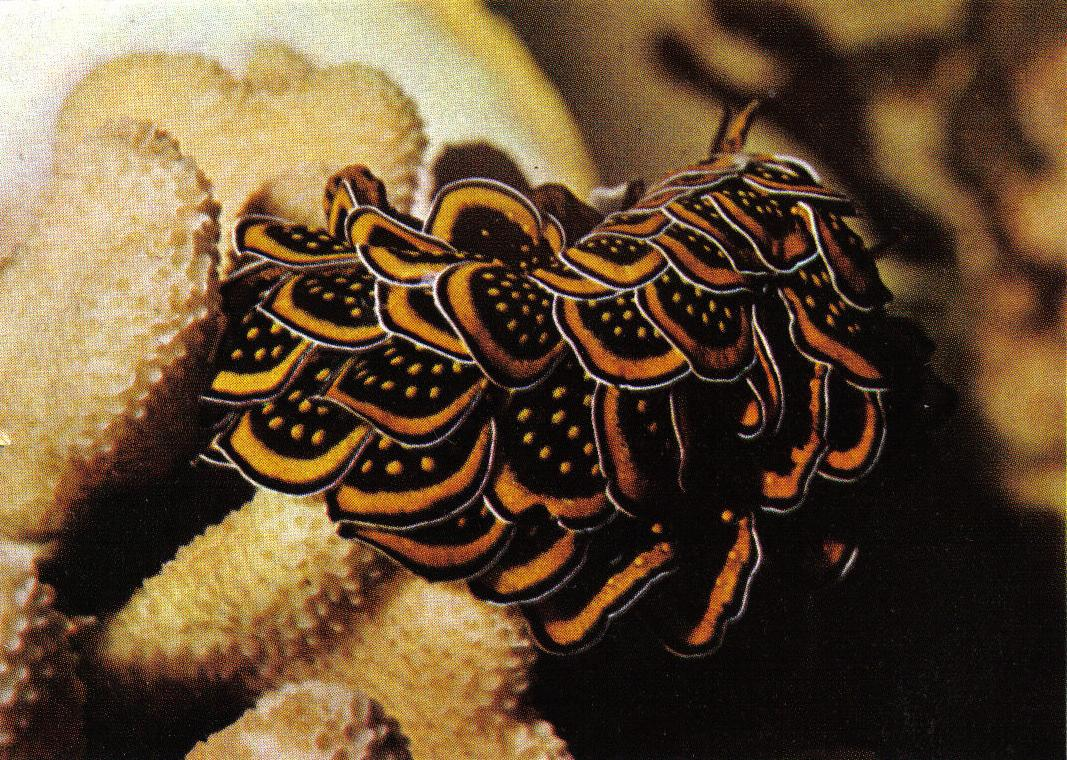
Cyerce nigricans.
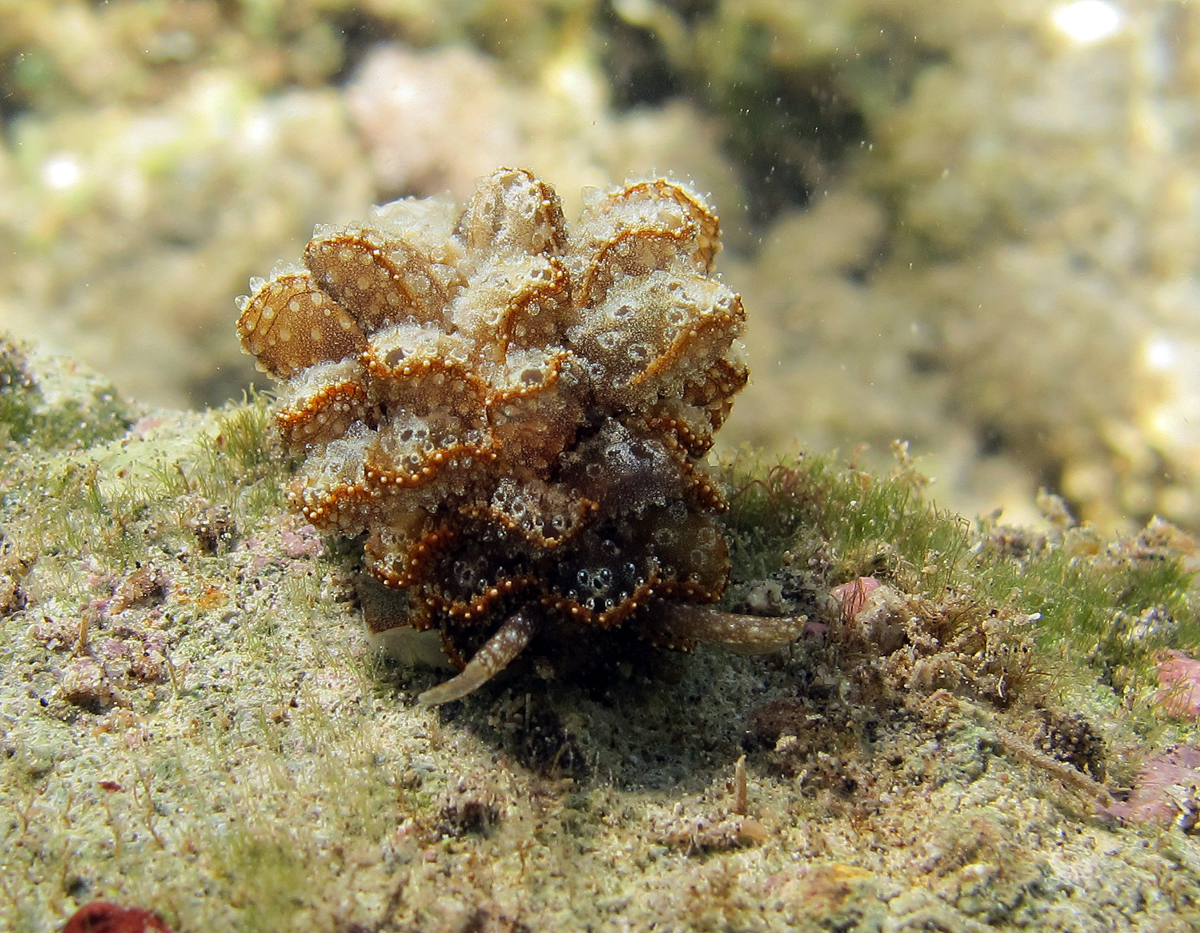
Cyerce pavonina.